# Trophée des champions 2010
Navigation
Montréal 2009 Tanger 2011
Le Trophée des champions 2010 est la 34e édition du Trophée des champions. Le match oppose l'Olympique de Marseille, champion de France 2009-2010 au Paris Saint-Germain, vainqueur de la coupe de France 2009-2010. Il s'agit de la première édition disputée au Maghreb (Tunisie) et de la seconde édition disputée hors de France après celle disputée en 2009 au Canada. Elle est retransmise en exclusivité par Nessma en Tunisie et M6 en France.
En plus de leurs sponsors habituels, les deux équipes portent sur leur maillot, pour ce match, le logo de l'Unicef.
Le match arbitré par le Tunisien Aouaz Trabelsi se déroule le 28 juillet 2010 au stade du 7-Novembre de Radès. À la fin du temps réglementaire, le score est de 0-0 et les Marseillais s'imposent lors de la séance de tirs au but sur le score de 5 à 4, remportant ainsi leur troisième trophée de l'année. L'homme du match est Steve Mandanda, le gardien de but de l'Olympique de Marseille,.
Les règles du match sont les suivantes : la durée de la rencontre est de 90 minutes. S'il y a toujours match nul, une séance de tirs au but est réalisée. Trois remplacements sont autorisés pour chaque équipe.

## Contexte
En marge de la tournée de l'Olympique lyonnais à Tunis début janvier 2010, une délégation de la Ligue de football professionnel (LFP) rencontre le président de la commission marketing de la Fédération tunisienne de football (FTF), Khelil Chaibi. Ce dernier se montre convaincu que la Tunisie doit accueillir le Trophée des champions, et intervient au plus haut niveau de l'État pour que le dossier remis apporte toutes les garanties de succès à la LFP. Bénéficiant du soutien affirmé du ministre tunisien du Tourisme, Chaibi convainc les autorités sportives et politiques. Au mois de mars, Ali Hafsi, qui vient d'être élu président de la FTF signe le contrat avec Frédéric Thiriez et met tout en œuvre pour que cet événement soit un succès. L'affluence de 57 000 spectateurs devient le record de cette compétition et confirme le succès de cette édition.
Ce match constitue la 74e confrontation entre les deux clubs rivaux que sont l'Olympique de Marseille et le Paris Saint-Germain. Elle est aussi la seconde à ne pas se dérouler dans les enceintes parisienne ou marseillaise, la première étant la finale de la coupe de France 2005-2006 remportée par les Parisiens (2-1).  Quatre joueurs sur la feuille de match sont présents en 2006 : les marseillais Taye Taiwo et Mamadou Niang ainsi que le Parisien Sylvain Armand n'ont pas changé de club entretemps ; Édouard Cissé remporte la coupe de France avec Paris et dispute le Trophée sous les couleurs olympiennes,.
Les champions de France en titre marseillais se présentent à Radès avec plusieurs absences : Stéphane Mbia et Gabriel Heinze, qui ont participé à la coupe du monde 2010, sont en phase de reprise, le capitaine Mamadou Niang, Brandão et Jordan Ayew sont quant à eux suspendus. Du côté de Paris, Guillaume Hoarau est suspendu.

## Résumé du match

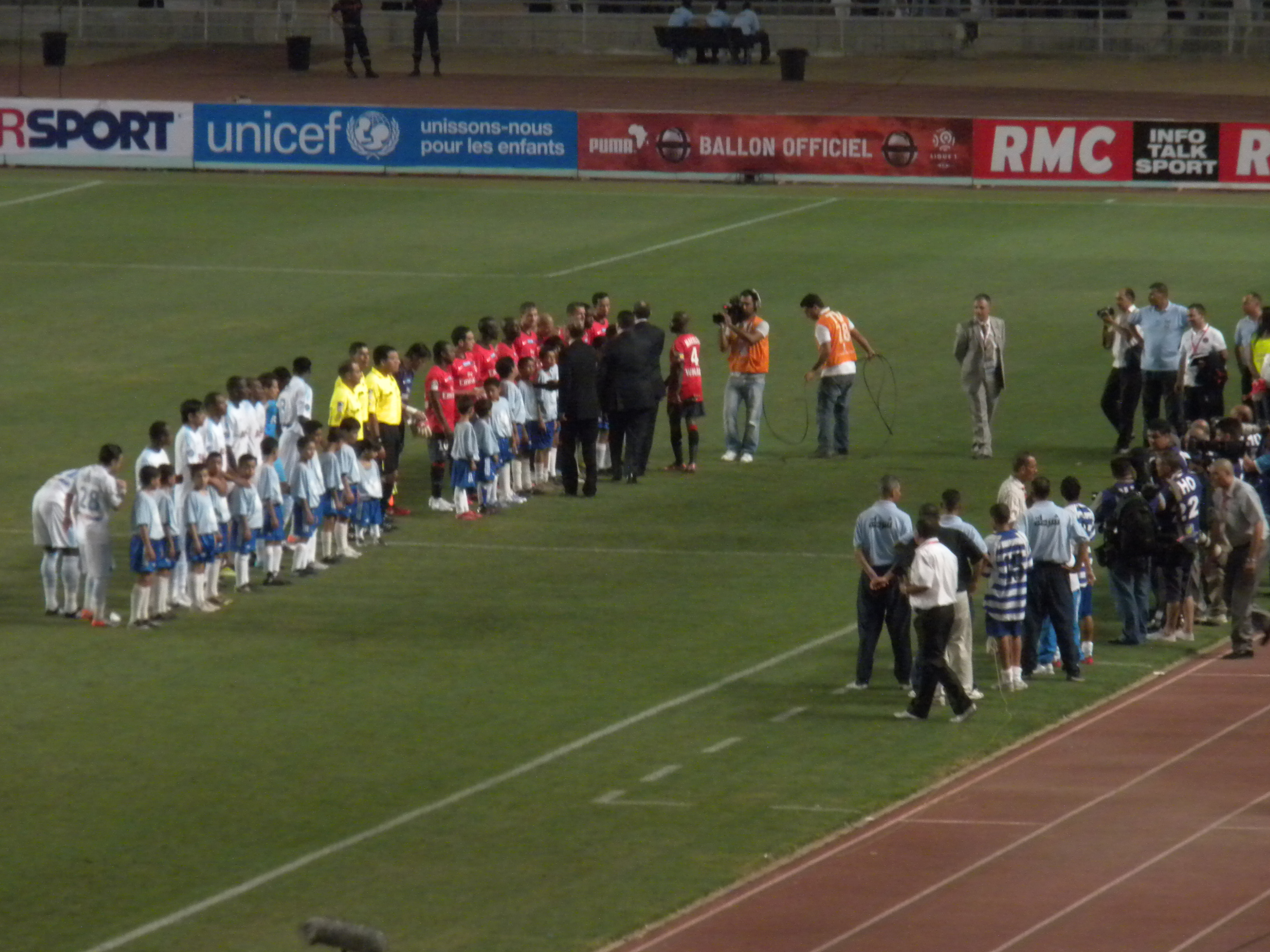
Présentation des deux équipes.

Les Olympiens sont déjà attendus pour un premier sommet de la saison, avant même le début du championnat et peuvent compter sur un soutien sans faille des supporters tunisiens, qui accueillent le trophée sur leur sol. L'entâme de match est parisienne et se traduit par une sortie de Mandanda dans les pieds de Mevlüt Erdinç à la quatrième minute. À la vingt-cinquième minute, l'OM se procure sa première occasion de but grâce à Mamadou Samassa, qui place une tête passant au-dessus de la barre transversale de PSG. L'ouverture du score échappe aux Parisiens à deux minute du terme de la première période, lorsque le gardien marseillais arrête un tir du Brésilien Nenê, seul devant les cages. Les Marseillais répliquent la minute suivante par l'intermédiaire d'Édouard Cissé qui place une volée qui frôle le poteau.
Le score est de 0-0 à la mi-temps. Souleymane Diawara laisse sa place à Leyti N'Diaye pour la reprise du match à la suite d'une blessure à la cuisse dans le temps additionnel. À la soixantième minute, la foule du stade acclame l'entrée d'Hatem Ben Arfa, du fait de ses origines tunisiennes, et ce dernier place une frappe au ras du poteau cinq minutes plus tard. Chacune des deux équipes bénéficient d'une dernière occasion franche dans les dernières minutes du match : N'Diaye dévie une frappe hors-cadre de Taye Taiwo et trouve le poteau de Grégory Coupet puis le Parisien Mateja Kežman voit sa frappe détournée en corner.
La décision se fait ainsi aux tirs au but où Steve Mandanda arrête la tentative de Ludovic Giuly et offre dans la foulée une balle de match transformée par Édouard Cissé. Pour les Marseillais, cette victoire sert de transition entre une saison 2009-2010 ponctuée de succès et le nouvel exercice à suivre.

## Feuille de match
| 28 juillet 2010 | Olympique de Marseille                                | 0-0             | Paris Saint-Germain                                   | Stade du 7-Novembre                             |                                                 |
| 20:30 (UTC+2)   |                                                       | (0-0)           |                                                       | Spectateurs : 57 000 Arbitrage : Aouaz Trabelsi | Spectateurs : 57 000 Arbitrage : Aouaz Trabelsi |
| 20:30 (UTC+2)   | Rapport                                               |                 |                                                       | Spectateurs : 57 000 Arbitrage : Aouaz Trabelsi | Spectateurs : 57 000 Arbitrage : Aouaz Trabelsi |
| 20:30 (UTC+2)   | Taiwo · Ben Arfa · Lucho · Kaboré · Gnabouyou · Cissé | Tirs au but 5-4 | Luyindula · Jallet · Nenê · Kežman · Makélélé · Giuly | Spectateurs : 57 000 Arbitrage : Aouaz Trabelsi | Spectateurs : 57 000 Arbitrage : Aouaz Trabelsi |

| Olympique de Marseille |  | Paris Saint-Germain |

| Gardien de but | 30               | Steve Mandanda     |     |     |  |
|                | 2                | César Azpilicueta  |     |     |  |
|                | 3                | Taye Taiwo         |     | 74e |  |
|                | 5                | Hilton             |     |     |  |
|                | 21               | Souleymane Diawara | 44e |     |  |
|                | 6                | Édouard Cissé      |     |     |  |
|                | 8                | Lucho              |     |     |  |
|                | 12               | Charles Kaboré     |     |     |  |
|                | 28               | Mathieu Valbuena   | 50e |     |  |
|                | 20               | André Ayew         | 85e | 29e |  |
|                | 24               | Mamadou Samassa    |     |     |  |
| Remplaçants :  |                  |                    |     |     |  |
|                | 40               | Elinton Andrade    |     |     |  |
|                | 26               | Jean-Philippe Sabo |     |     |  |
|                | 7                | Benoît Cheyrou     |     |     |  |
|                | 10               | Hatem Ben Arfa     | 50e |     |  |
|                | 14               | Leyti N'Diaye      | 44e |     |  |
|                | 18               | Fabrice Abriel     |     |     |  |
|                | 29               | Guy Gnabouyou      | 85e |     |  |
| Entraîneur :   |                  |                    |     |     |  |
|                | Didier Deschamps |                    |     |     |  |

| Gardien de but | 1                 | Grégory Coupet     |  |     |  |
|                | 3                 | Mamadou Sakho      |  | 57e |  |
|                | 6                 | Zoumana Camara     |  |     |  |
|                | 22                | Sylvain Armand     |  | 5e  |  |
|                | 26                | Christophe Jallet  |  |     |  |
|                | 4                 | Claude Makélélé    |  |     |  |
|                | 10                | Stéphane Sessègnon |  | 64e |  |
|                | 12                | Mathieu Bodmer     |  | 76e |  |
|                | 19                | Luis Nenê          |  |     |  |
|                | 8                 | Peguy Luyindula    |  |     |  |
|                | 11                | Mevlüt Erdinç      |  | 81e |  |
| Remplaçants :  |                   |                    |  |     |  |
|                | 30                | Apoula Edel        |  |     |  |
|                | 2                 | Marcos Ceará       |  |     |  |
|                | 20                | Clément Chantôme   |  |     |  |
|                | 23                | Jérémy Clément     |  | 76e |  |
|                | 7                 | Ludovic Giuly      |  | 64e |  |
|                | 14                | Mateja Kežman      |  | 81e |  |
|                | 21                | Jean-Eudes Maurice |  |     |  |
| Entraîneur :   |                   |                    |  |     |  |
|                | Antoine Kombouaré |                    |  |     |  |

## Médias
La rencontre est diffusée sur quatre continents, dans 52 pays par trente diffuseurs. La rencontre est retransmise en direct dans six régions/pays du monde par le biais de M6 pour la France, Nessma pour les trois pays du Maghreb, PCCW pour Hong Kong, Astro Supersports pour la Malaisie, Star Hub pour Singapour et Live TV pour la Thaïlande.